# Конзорцио Индустријале Бонифика Вале дел Биферно (Кампобасо)
Конзорцио Индустријале Бонифика Вале дел Биферно је насеље у Италији у округу Кампобасо, региону Молизе.
Према процени из 2011. у насељу је живело 49 становника. Насеље се налази на надморској висини од 8 м.